# Jutta af Sachsen
|  | Se Jutta af Sachsen (dansk dronning) for den danske dronning med samme navn. |
Jutta af Sachsen (født omkring 1240, død 23. december 1287) var datter af hertug Albrecht I af Sachsen og Agnes af Thüringen (død før 1247). Jutta blev markgrevinde af Brandenburg i sit 1255 indgåede ægteskab med markgreve Johan I af Brandenburg (død 1266/1267) og moder til den danske dronning Agnes af Brandenburg (død 1304).